# برج أوخريص
برج أوخريص هي بلدية بدائرة برج أوخريص تقع شرق ولاية البويرة الجزائرية.
هي مجاورة لولاية المسيلة وتتميز بطابعها الفلاحي والرعوي وتربية المواشي. ويسكنها مزيج من العرب والأمازيغ الذين يعيشون في تماسك وتفاهم رائع وأهلها أهل ضيافة وكرم وهي مدينة هادئة وعدد سكانها يتجاوز إحدى عشر ألف نسمة

## مواضيع ذات صلة
- بلديات ولاية البويرة
- دوائر ولاية البويرة